# Campeonato Uruguayo de Primera División 1969
El Campeonato Uruguayo 1969 fue el 65° torneo de Primera División del fútbol uruguayo, correspondiente al año 1969. Contó con la participación de 11 equipos, los cuales se enfrentaron en sistema de todos contra todos a dos ruedas, con una ronda extra de campeonato para los primeros seis ubicados (de la Tabla Acumulada con el año anterior).
El campeón fue el Club Nacional de Football, al sumar 36 puntos dentro de 40 posibles en la fase regular. El tricolor fue entrenado por el brasileño Zezé Moreira y contó con el goleador del campeonato, el famoso delantero argentino Luis Artime.
Los equipos clasificados a la Copa Libertadores 1970 fueron Nacional y Peñarol. Danubio resultó descendido, y Huracán Buceo fue el equipo promovido desde Primera "B" para la siguiente temporada.

## Participantes

### Ascensos y descensos
| Equipo      | Ascendido como                      |
| ----------- | ----------------------------------- |
| Bella Vista | Campeón de la Segunda División 1968 |

## Campeonato

### Primera Fase
En la Primera Fase (fase regular del torneo) los 11 equipos jugaron entre sí en dos rondas.
| Pos. | Equipo         | PJ | PG | PE | PP | GF | GC | Dif. | Pts. |
| ---- | -------------- | -- | -- | -- | -- | -- | -- | ---- | ---- |
| 1º   | Nacional       | 20 | 16 | 4  | 0  | 47 | 8  | +39  | 36   |
| 2º   | Peñarol        | 20 | 12 | 6  | 2  | 33 | 12 | +21  | 30   |
| 3º   | Bella Vista    | 20 | 9  | 5  | 6  | 25 | 15 | +10  | 23   |
| 4º   | Racing         | 20 | 7  | 7  | 6  | 25 | 25 | 0    | 21   |
| 5º   | Sud América    | 20 | 7  | 6  | 7  | 25 | 20 | +5   | 20   |
| 6º   | River Plate    | 20 | 6  | 8  | 6  | 24 | 28 | -4   | 20   |
| 7º   | Cerro          | 20 | 5  | 6  | 9  | 12 | 20 | -8   | 16   |
| 8º   | Defensor       | 20 | 4  | 7  | 9  | 13 | 30 | -17  | 15   |
| 9º   | Liverpool      | 20 | 4  | 6  | 10 | 15 | 25 | -10  | 14   |
| 10º  | Rampla Juniors | 20 | 3  | 8  | 9  | 17 | 35 | -18  | 14   |
| 11º  | Danubio        | 20 | 3  | 5  | 12 | 16 | 34 | -18  | 11   |

### Fixture
| Bella Vista        | 2–2 | Liverpool   |
| Nacional           | 3–0 | Danubio     |
| Peñarol            | 2–0 | Cerro       |
| Racing             | 2–0 | Defensor    |
| Rampla Juniors     | 3–3 | Sud América |
| Libre: River Plate |     |             |

| Danubio            | 1–0 | Cerro          |
| Defensor           | 2–1 | River Plate    |
| Nacional           | 1–1 | Rampla Juniors |
| Peñarol            | 2–0 | Bella Vista    |
| Racing             | 2–0 | Liverpool      |
| Libre: Sud América |     |                |

| Cerro           | 1–0 | Rampla Juniors |
| Danubio         | 2–1 | Bella Vista    |
| Defensor        | 1–1 | Sud América    |
| Peñarol         | 1–1 | Racing         |
| River Plate     | 1–0 | Liverpool      |
| Libre: Nacional |     |                |

| Bella Vista  | 0–0 | Rampla Juniors |
| Nacional     | 5–0 | Defensor       |
| Peñarol      | 1–1 | River Plate    |
| Racing       | 4–2 | Danubio        |
| Sud América  | 2–0 | Liverpool      |
| Libre: Cerro |     |                |

| Cerro              | 2–0 | Defensor       |
| Nacional           | 3–0 | Liverpool      |
| Peñarol            | 1–0 | Sud América    |
| Racing             | 1–1 | Rampla Juniors |
| River Plate        | 1–0 | Danubio        |
| Libre: Bella Vista |     |                |

| Bella Vista     | 2–0 | Cerro       |
| Liverpool       | 2–0 | Peñarol     |
| Nacional        | 2–0 | Sud América |
| Racing          | 2–2 | River Plate |
| Rampla Juniors  | 2–0 | Danubio     |
| Libre: Defensor |     |             |

| Cerro          | 0–0 | River Plate |
| Liverpool      | 2–1 | Danubio     |
| Nacional       | 2–0 | Bella Vista |
| Rampla Juniors | 1–0 | Defensor    |
| Sud América    | 2–0 | Racing      |
| Libre: Peñarol |     |             |

| Defensor              | 0–0 | Liverpool   |
| Nacional              | 1–0 | Cerro       |
| Peñarol               | 1–0 | Danubio     |
| Racing                | 1–0 | Bella Vista |
| Sud América           | 3–0 | River Plate |
| Libre: Rampla Juniors |     |             |

| Bella Vista    | 1–0 | Defensor    |
| Danubio        | 1–1 | Sud América |
| Liverpool      | 2–0 | Cerro       |
| Nacional       | 2–0 | Peñarol     |
| Rampla Juniors | 2–2 | River Plate |
| Libre: Racing  |     |             |

| Bella Vista    | 1–0 | Sud América    |
| Liverpool      | 1–1 | Rampla Juniors |
| Nacional       | 3–1 | River Plate    |
| Peñarol        | 3–0 | Defensor       |
| Racing         | 1–0 | Cerro          |
| Libre: Danubio |     |                |

| Bella Vista      | 1–1 | River Plate    |
| Danubio          | 2–2 | Defensor       |
| Nacional         | 0–0 | Racing         |
| Peñarol          | 4–0 | Rampla Juniors |
| Sud América      | 1–0 | Cerro          |
| Libre: Liverpool |     |                |

| Bella Vista        | 3–0 | Liverpool   |
| Defensor           | 1–1 | Racing      |
| Nacional           | 3–1 | Danubio     |
| Peñarol            | 3–2 | Cerro       |
| Rampla Juniors     | 1–1 | Sud América |
| Libre: River Plate |     |             |

| Peñarol            | 0–0 | Bella Vista    |
| Cerro              | 0–0 | Danubio        |
| Liverpool          | 0–0 | Racing         |
| Nacional           | 1–0 | Rampla Juniors |
| River Plate        | 3–0 | Defensor       |
| Libre: Sud América |     |                |

| Bella Vista     | 1–0 | Danubio     |
| Rampla Juniors  | 1–1 | Cerro       |
| Defensor        | 0–0 | Sud América |
| Peñarol         | 2–1 | Racing      |
| River Plate     | 1–0 | Liverpool   |
| Libre: Nacional |     |             |

| Bella Vista  | 4–0 | Rampla Juniors |
| Danubio      | 2–1 | Racing         |
| Nacional     | 4–1 | Defensor       |
| Peñarol      | 1–1 | River Plate    |
| Sud América  | 2–0 | Liverpool      |
| Libre: Cerro |     |                |

| Cerro              | 0–0 | Defensor       |
| Nacional           | 3–1 | Liverpool      |
| Peñarol            | 2–1 | Sud América    |
| Racing             | 2–1 | Rampla Juniors |
| River Plate        | 2–1 | Danubio        |
| Libre: Bella Vista |     |                |

| Cerro           | 1–0 | Bella Vista |
| Liverpool       | 0–0 | Peñarol     |
| Nacional        | 2–1 | Sud América |
| Racing          | 3–3 | River Plate |
| Rampla Juniors  | 2–1 | Danubio     |
| Libre: Defensor |     |             |

| Bella Vista    | 1–1 | Nacional       |
| Cerro          | 0–0 | River Plate    |
| Danubio        | 1–1 | Liverpool      |
| Defensor       | 1–0 | Rampla Juniors |
| Racing         | 2–0 | Sud América    |
| Libre: Peñarol |     |                |

| Bella Vista           | 4–1 | Racing      |
| Defensor              | 1–0 | Liverpool   |
| Nacional              | 3–0 | Cerro       |
| Peñarol               | 2–0 | Danubio     |
| Sud América           | 1–0 | River Plate |
| Libre: Rampla Juniors |     |             |

| Cerro         | 2–1 | Liverpool      |
| Defensor      | 2–0 | Bella Vista    |
| Nacional      | 0–0 | Peñarol        |
| River Plate   | 3–1 | Rampla Juniors |
| Sud América   | 4–0 | Danubio        |
| Libre: Racing |     |                |

| Bella Vista    | 2–0 | Sud América    |
| Cerro          | 1–0 | Racing         |
| Liverpool      | 3–0 | Rampla Juniors |
| Nacional       | 5–1 | River Plate    |
| Peñarol        | 3–1 | Defensor       |
| Libre: Danubio |     |                |

| Bella Vista      | 2–0 | River Plate    |
| Cerro            | 2–2 | Sud América    |
| Danubio          | 1–1 | Defensor       |
| Nacional         | 3–0 | Racing         |
| Peñarol          | 5–0 | Rampla Juniors |
| Libre: Liverpool |     |                |

### Tabla del descenso / Tabla acumulada
Para realizar esta tabla se toma en cuenta el puntaje acumulado del Campeonato Uruguayo 1968 y de la Primera Fase del Campeonato Uruguayo 1969. Los puntos de 1968 fueron llevados a un coeficiente debido a que la temporada anterior se jugaron 18 partidos y en esta temporada son 20 partidos (al incrementarse de 10 a 11 participantes).
Los 6 primeros de esta tabla pasan a disputar la Fase de Campeonato, mientras que los 5 restantes disputarían la Ronda de Permanencia, la cual no se disputó debido a que la diferencia de puntos de Danubio con el resto ya era indescontable (quedaban 8 puntos en disputa, siendo la diferencia de 10,5 puntos entre Danubio y el penúltimo Liverpool).
| Pos. | Equipo         | Pts. 1968 | Coef. 1968 | Pts. 1969 | Total |
| ---- | -------------- | --------- | ---------- | --------- | ----- |
| 1º   | Peñarol        | 33        | 36,3       | 30        | 66,3  |
| 2º   | Nacional       | 27        | 29,7       | 36        | 65,7  |
| 3º   | Bella Vista    | 1a B      | 1a B       | 23        | 46    |
| 4º   | Cerro          | 21        | 23,1       | 16        | 39,1  |
| 5º   | Sud América    | 16        | 17,6       | 20        | 37,6  |
| 6º   | River Plate    | 16        | 17,6       | 20        | 37,6  |
| 7º   | Defensor       | 18        | 19,8       | 15        | 34,5  |
| 8º   | Rampla Juniors | 17        | 18,7       | 14        | 32,7  |
| 9º   | Racing         | 10        | 11         | 21        | 32    |
| 10º  | Liverpool      | 14        | 15,4       | 14        | 29,4  |
| 11º  | Danubio        | 9         | 9,9        | 11        | 18,9  |

Notas:
1. ↑  Bella Vista jugó en Primera B en 1968, por lo tanto el puntaje de 1969 se multiplica por 2.

|  | Avanza a la Zona de Campeonato.       |
|  | Desciende a la Segunda División 1970. |

## Fase de Campeonato
Se disputó a una ronda todos contra todos, arrastrando los puntos acumulados desde la Primera Fase.
| Pos. | Equipo      | PJ | PG | PE | PP | GF | GC | Dif. | Pts. |
| ---- | ----------- | -- | -- | -- | -- | -- | -- | ---- | ---- |
| 1º   | Nacional    | 25 | 19 | 5  | 1  | 56 | 12 | +44  | 43   |
| 2º   | Peñarol     | 25 | 16 | 7  | 2  | 47 | 16 | +31  | 39   |
| 3º   | River Plate | 25 | 10 | 8  | 7  | 34 | 34 | 0    | 28   |
| 4º   | Bella Vista | 25 | 10 | 6  | 9  | 30 | 23 | +7   | 26   |
| 5º   | Sud América | 25 | 7  | 8  | 10 | 29 | 32 | -3   | 22   |
| 6º   | Cerro       | 25 | 5  | 7  | 13 | 25 | 31 | -16  | 17   |

|  | Campeón Uruguayo.                        |
|  | Clasificado a la Copa Libertadores 1970. |

|                                             |
| Bandera de Uruguay                          |
| Campeón Uruguayo 1969 Nacional 28.vo título |

1. ↑  Además, fue declarado por la AUF como primero e invicto pero no campeón en dos oportunidades. La primera ocurrió en el Campeonato Uruguayo de 1925, tras ser suspendido por la intervención del Estado Uruguayo para unificar a los clubes que disputaban la AUF con los que integraron la FUF, mientras que la segunda fue en el Campeonato Uruguayo de 1948, producto de una huelga laboral de futbolistas que provocó que la AUF lo dictaminara como inconcluso.

### Fixture
| Nacional    | 3–0 | Bella Vista |
| Peñarol     | 6–0 | Sud América |
| River Plate | 3–1 | Cerro       |

| Bella Vista | 1–1 | Sud América |
| Nacional    | 2–0 | Cerro       |
| Peñarol     | 2–1 | River Plate |

| Bella Vista | 2–0 | Cerro       |
| Nacional    | 1–1 | Peñarol     |
| River Plate | 2–1 | Sud América |

| Nacional    | 1–0 | Sud América |
| Peñarol     | 2–0 | Cerro       |
| River Plate | 1–0 | Bella Vista |

| Cerro       | 2–2 | Sud América |
| Peñarol     | 3–2 | Bella Vista |
| River Plate | 3–2 | Nacional    |

## Resumen de la temporada

### Torneos oficiales disputados en 1969
| Fechas                     | Torneo                       | Campeón        |
| -------------------------- | ---------------------------- | -------------- |
| mayo a junio de 1969       | Torneo de Copa Alfredo Lois  | Rampla Juniors |
| agosto de 1969             | Torneo Cuadrangular AUF 1968 | Peñarol        |
| agosto a diciembre de 1969 | Campeonato Uruguayo          | Nacional       |

### Equipos clasificados a copas internacionales
Copa Libertadores 1970
|   | Equipo   | Clasificación como              |
| - | -------- | ------------------------------- |
| 1 | Nacional | Campeón Primera División 1969   |
| 2 | Peñarol  | 2° puesto Primera División 1969 |

Copa Ganadores de Copa 1970
|   | Equipo         | Clasificación como                  |
| - | -------------- | ----------------------------------- |
| 1 | Rampla Juniors | Campeón Torneo de Copa Alfredo Lois |